# Bryconamericus guyanensis
Bryconamericus guyanensis är en fiskart som beskrevs av Zarske, Le Bail och Jacques Géry 2010. Bryconamericus guyanensis ingår i släktet Bryconamericus och familjen Characidae. Inga underarter finns listade.